# Lagoa Mangueira
Lagoa Mangueira är en lagun i Brasilien.   Den ligger i delstaten Rio Grande do Sul, i den södra delen av landet, 2 000 km söder om huvudstaden Brasília. Arean är 769 kvadratkilometer. Den sträcker sig 85,4 kilometer i nord-sydlig riktning, och 57,2 kilometer i öst-västlig riktning.
Runt Lagoa Mangueira är det mycket glesbefolkat, med 2 invånare per kvadratkilometer.